# Time Warner Center

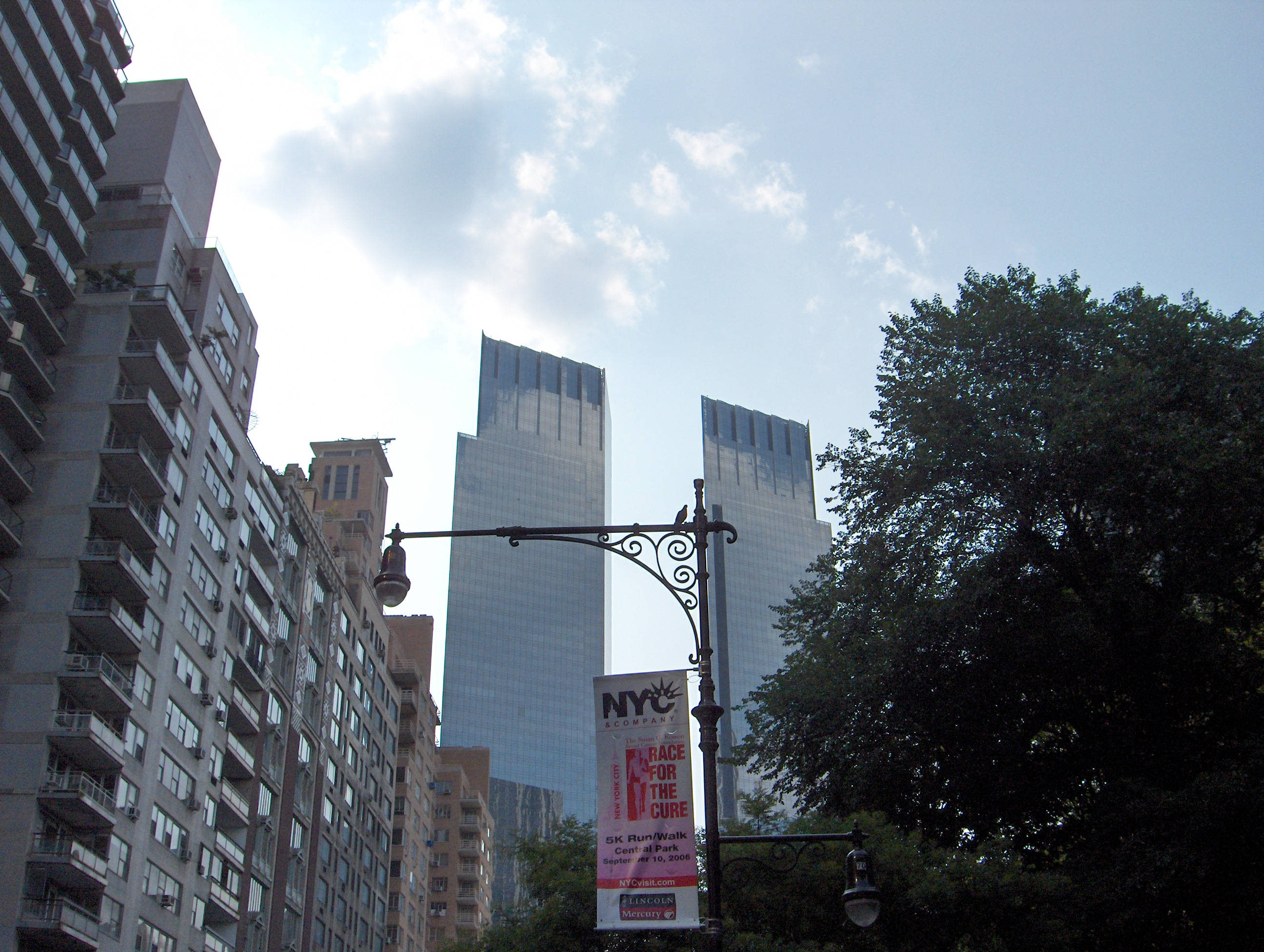
El Time Warner Center vist des del carrer 59

El Time Warner Center, que es deia originalment AOL Time Warner Center, és un complex constituït de dues torres bessones enllaçades entre elles per una gran galeria comercial. El Time Warner Center és a Nova York, proper de Central Park, prop de Columbus Circle. Cada torre culmina a 229 metres i els arquitectes del complex són David Childs i Mustafa Kemal Abadan, que formen part tots dos de Skidmore, Owings and Merrill. La construcció va començar el novembre de 2000, i el complex ha estat oficialment inaugurat el 27 de febrer de 2003.

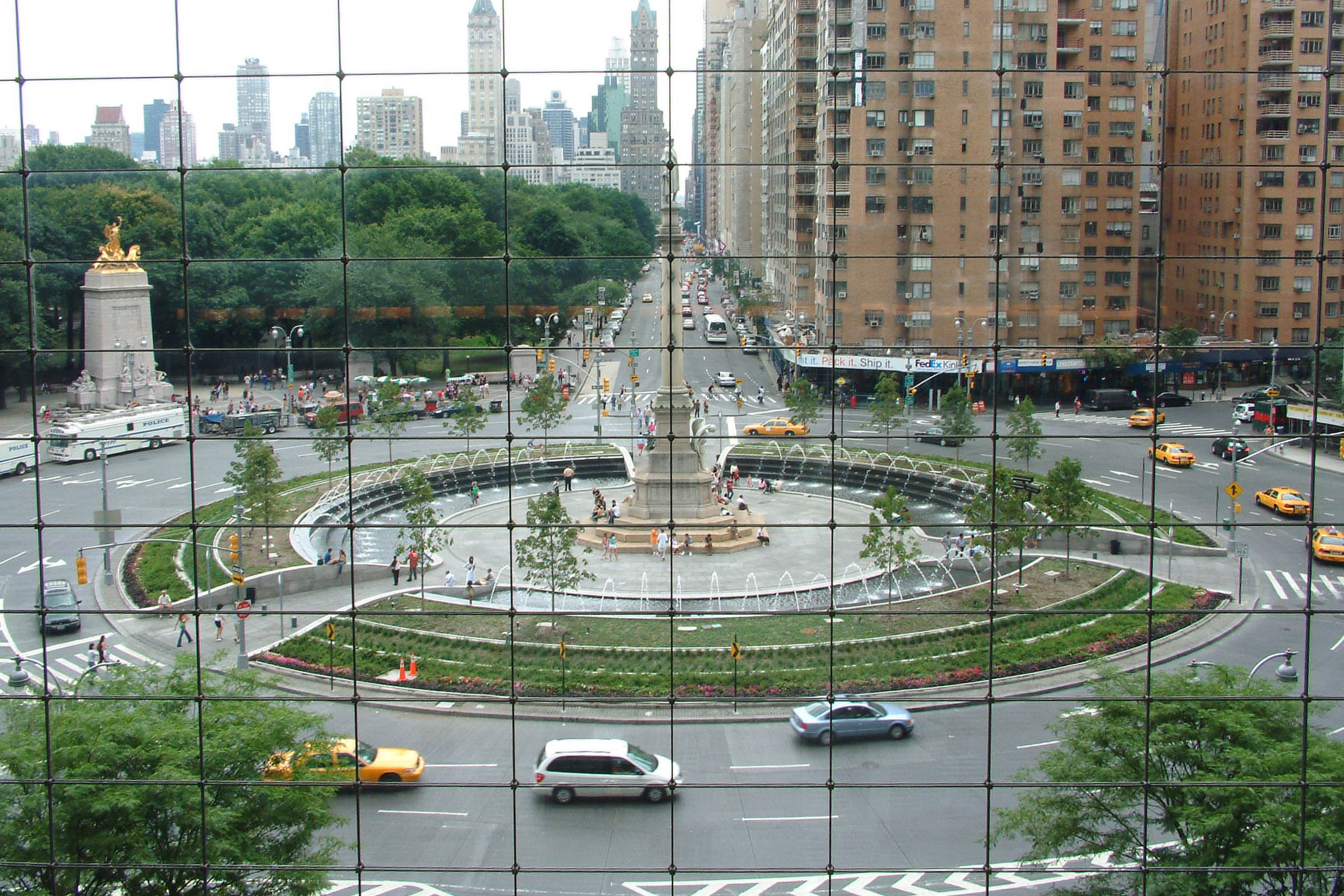
Columbus Circle, vist des del centre comercial del Time Warner Center

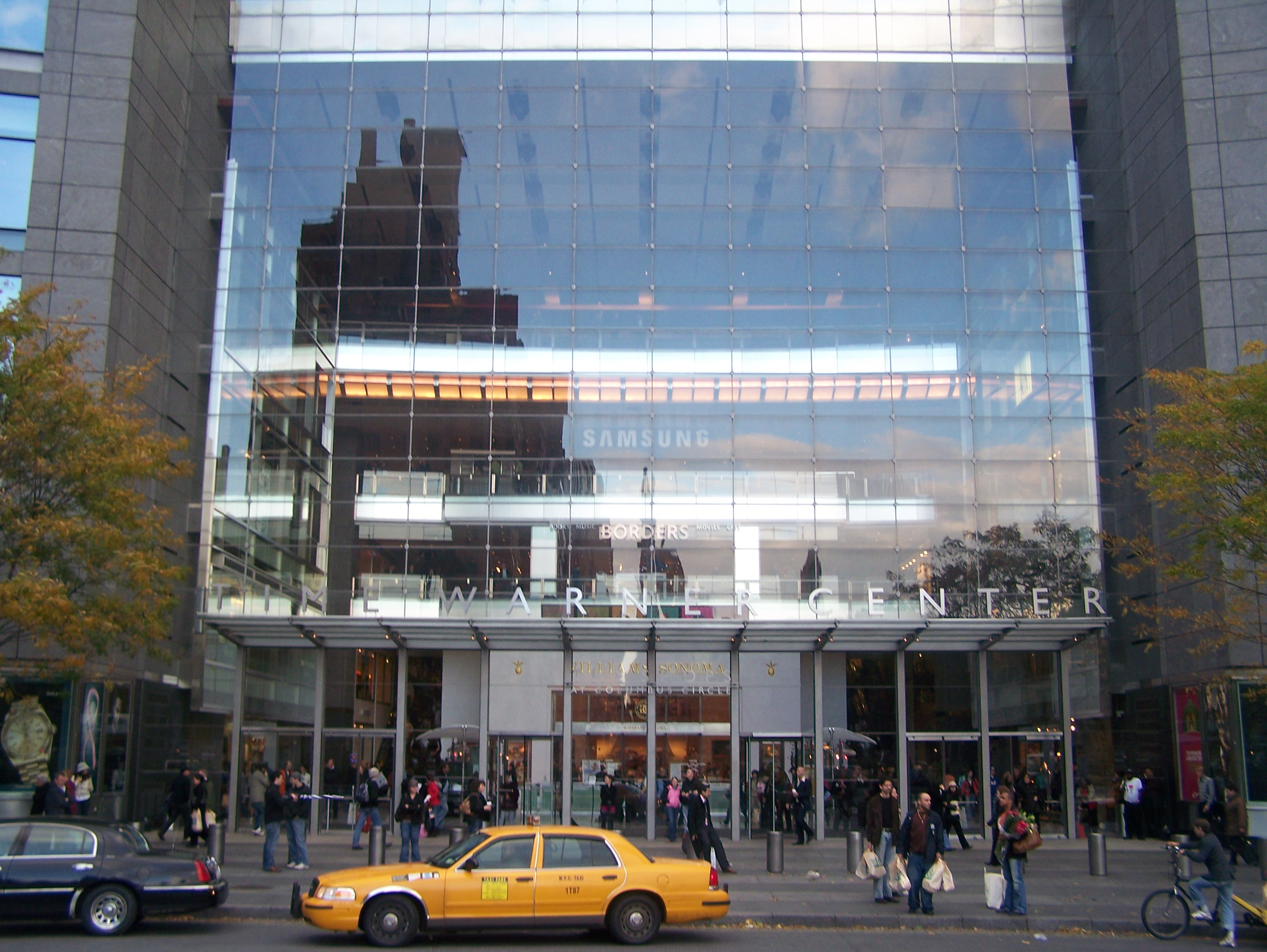
A la inversa, el Time Warner Center, vist des de Columbus Circle

La superfície total del complex ateny els 260.000 m², i està separada en oficines i apartaments a més a més de l'hotel Mandarin Oriental que ocupa els pisos 35 fins al 54. La companyia Time Warner hi té els seus estudis al subsòl, sota les dues torres. La galeria comercial situada a la base de l'edifici i batejada "Shops at Columbus Circle" conté nombroses botigues (destacant-hi una botiga Samsung), així com restaurants de luxe al pis més elevat. A més a més, el supermercat soterrani de la galeria és el més gran de Manhattan. El complex acull igualment un estudi de la CNN, així com una sala de 6000 places, lligada al Lincoln Center for the Performing Arts.
El Time Warner Center constitueix a més a més la primera gran construcció de la ciutat des dels atemptats de l'11 de setembre de 2001 que van colpir les Torres Bessones. Diversos elements han contribuït a la promoció de l'immoble. Al principi la proximitat amb Central Park, que ofereix vistes impressionants sobre tota la ciutat, ha portat els agents immobiliaris a batejar el complex "One Central Park", per tal d'atreure els compradors, mentre que "One Central Park West" és en realitat l'adreça de la Trump International Hotel and Tower situada a l'altra banda de Columbus Circle, i posseïda pel multimilionari americà Donald Trump. Aquest, divertit va fer aleshores col·locar una banderola sobre la seva torre que diu "Les vostres vistes no són tan maques, oi?. A més a més, el 2003, el pilot de Champ Car David Martinez ha adquirit el Penthouse (apartament que ocupa tot un pis) al cim d'una de les torres per 45 milions de dòlars el que constitueix un dels pisos més cars mai venuts a New York.
Per la seva arquitectura, el Time Warner Center ret homenatge als carrers de New York. Així, la base encorbada de l'immoble adopta la forma del Columbus Circle, l'angle de les torres s'alinea amb Broadway, i l'espai entre les dues torres fa la impressió d'allargar el carrer 59, que voreja Central Park d'est a oest.